# The Little Couple
The Little Couple is een Amerikaanse realityserie waarin het leven van het pas getrouwde stel Bill Klein en Jennifer Arnold wordt gevolgd. Bill en Jennifer lijden beide aan dwerggroei. Jennifer is 96,5 centimeter lang en Bill 1,22 meter lang. De serie speelt zich af in de staat Texas, in Houston. Bill is een zakenman en Jennifer is een neonatoloog (kinderarts) bij een kinderziekenhuis in Texas. Oorspronkelijk werd de serie uitgezonden als eenmalige special onder de naam Little People: Just Married, waarna er tot heden drie seizoenen zijn geproduceerd wegens de populariteit van de serie. In de Verenigde Staten is de serie te zien op het digitale kanaal TLC en in Nederland op Net5.

## Gastoptredens
- The Oprah Winfrey Show (9 maart 2009)
- The Today Show (7 juli 2009)
- The Dr. Oz Show (1 oktober 2009)
- Good Day L.A. (16 december 2009)
- The Wendy Williams Show (25 mei 2010)
- ABC News (25 mei 2010)
- KHOU, Great Day Houston (31 augustus 2010)
- The Doctors (6 oktober 2010)

## Afleveringen
| Seizoen | Seizoen | Afleveringen | Uitzenddatum VS  | Uitzenddatum VS  | Uitzenddatum NL   | Uitzenddatum NL   |
| Seizoen | Seizoen | Afleveringen | Seizoenspremière | Seizoensfinale   | Seizoenspremière  | Seizoensfinale    |
| ------- | ------- | ------------ | ---------------- | ---------------- | ----------------- | ----------------- |
|         | 1       | 14           | 26 mei 2009      | 4 augustus 2009  | 4 augustus 2010   | 23 augustus 2010  |
|         | 2       | 18           | 27 oktober 2009  | 23 februari 2010 | 24 augustus 2010  | 16 september 2010 |
|         | 3       | 20           | 1 juni 2010      | 14 december 2010 | 17 september 2010 | 24 december 2010  |
|         | 4       | 24           | 31 mei 2011      | 1 november 2011  |                   |                   |
|         | 5       | 35           | 20 maart 2012    | 15 oktober 2013  | 23 april 2015     |                   |
|         | 6       | 16           | 4 maart 2014     | 17 juni 2014     |                   |                   |
|         | 7       | n.n.b.       | 2 december 2014  |                  |                   |                   |

## Trivia
- De serie werd geïntroduceerd als een eenmalige special onder de naam Little People: Just Married.
- De serie trekt in de Verenigde Staten, op het digitale kanaal TLC gemiddeld 1.200.000 kijkers per aflevering.
- De serie trekt in Nederland, op Net5 gemiddeld 350.000 kijkers per aflevering.